# Contea di Lingchuan (Shanxi)
La contea di Lingchuan (陵川县S, Língchuān XiànP) è una contea della Cina, situata nella provincia dello Shanxi e amministrata dalla prefettura di Jincheng.